# استفانو باودینو
استفانو باودینو (ایتالیایی: Stefano Baudino؛ زادهٔ ۲۸ دسامبر ۱۹۶۳) دوچرخه‌سوار اهل ایتالیا است.